# 베르너 마이호퍼
베르너 마이호퍼(독일어: Werner Maihofer, 1918년 10월 20일~2009년 10월 6일)는 독일의 정치인으로, 1974년부터 1978년까지 서독 내무장관을 지냈다.

## 생애

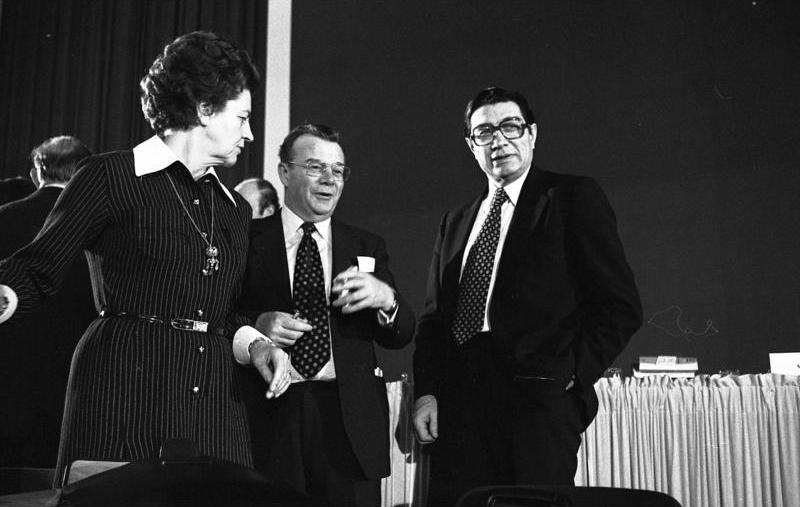
1976년 자유민주당 전당대회에서 (맨 오른쪽)

1918년 10월 20일 콘스탄츠에서 태어났다.
1969년 자유민주당에 입당하였으며, 1년이 지나자마자 당 의장단에 입성하였다. 1971년에는 자유민주당 전당대회에서 사회자유주의 노선을 강조하는 프라이부르크 강령을 발터 셸, 카를헤르만 플라흐와 공동으로 입안해 통과시켰다. 1972년 총선에서 자유민주당 소속으로 출마해 노르트라인베스트팔렌주 비례대표로 당선되었다.
총선 후 새로운 조직된 빌리 브란트 내각에서 특임장관으로 임명되었다. 1974년 헬무트 슈미트가 이끄는 내각이 들어서자 내무장관으로 임명되었다. 내무장관을 맡던 시기는 독일의 가을이라 일컬어지는 적군파의 테러가 기승을 부렸으며.
1978년 내무장관에서 물러난 후 빌레펠트 대학교로 돌아와 교직을 맡았다. 2009년 10월 6일 바트홈부르크에서 죽었다.